# Koji Gushiken
Koji Gushiken (Osaka, Japón, 12 de noviembre de 1956) es un gimnasta artístico japonés, dos veces campeón olímpico en 1984 en anillas y la general individual, además de conseguir otros numerosos logros.

## 1979
En el Mundial de Fort Worth 1979 gana una plata en el concurso por equipos —tras la Unión Soviética y por delante de Estados Unidos, siendo sus compañeros de equipo: Hiroshi Kajiyama, Shigeru Kasamatsu, Nobuyuki Kajitani, Toshiomi Nishikii y Eizo Kenmotsu— y la medalla de bronce en caballo con arcos, tras el húngaro Zoltán Magyar y el estadounidense Kurt Thomas.

## 1981
En el Mundial de Moscú 1981 gana oro en barras paralelas, plata en equipo —tras la Unión Soviética y por delante de China—, bronce en suelo y la general individual.

## 1983
En el Mundial de Budapest 1983 gana el oro en anillas, la plata en la general individual —tras el soviético Dmitry Bilozerchev (oro)— y el bronce en barras paralelas.

## 1984
En los JJ. OO. de Los Ángeles consigue cinco medallas: oro en la general individual y anillas, plata en salto de potro —tras el chino [Lou Yun]] y empatado con su compatriota Shinji Morisue, otro chino Li Ning y el estadounidense Mitchell Gaylord—, bronce en barra horizontal, y también bronce en el concurso por equipos, tras Estados Unidos y China, siendo sus compañeros: Kyoji Yamawaki, Noritoshi Hirata, Nobuyuki Kajitani, Shinji Morisue y Koji Sotomura.

## 1985
Por último, poniendo fin a esta muy fructifera carrera deportiva, en el Mundial de Montreal 1985 gana la medalla de bronce en la prueba de barras paralelas, tras el alemán Sylvio Kroll y el soviético Valentin Mogilny.